# Berihu Aregawi
Berihu Aregawi (født 2001) er en etiopisk atlet, der konkurrerer i langdistanceløb.
I 2021 repræsenterede han Etiopien i 10.000 meter-stævnet under sommer-OL 2020 afholdt i Tokyo, og kom på en 4. plads.
Ved sommer-OL 2024 i Paris sikrede Berihu sig en sølvmedalje på 10.000 meter og løb 26:43.44 efter Joshua Cheptegeis nye olympiske rekord på 26:43.14.